# Anne-Kathrin Fricke
Anne-Kathrin Fricke (* 11. Mai 1960 in St. Ingbert) ist eine deutsche Juristin. Sie war seit dem 2. Juli 2007 Richterin am Bundesverwaltungsgericht.

## Leben und Wirken
Fricke trat nach Abschluss ihrer juristischen Ausbildung 1987 in den höheren Dienst des Landes Baden-Württemberg ein und war beim Amtsgericht Karlsruhe sowie beim Verwaltungsgericht Karlsruhe tätig. Nach einer Abordnung an das Landratsamt Karlsruhe war sie von 1993 bis 1995 als wissenschaftliche Mitarbeiterin an das Bundesverfassungsgericht abgeordnet. Nach einer Abordnung an den Verwaltungsgerichtshof Baden-Württemberg wurde sie 1997 zur Richterin am Verwaltungsgerichtshof ernannt. Von 2004 bis 2005 war Fricke an das Justizministerium des Landes Baden-Württemberg abgeordnet.
Neben ihrer richterlichen Tätigkeit ist Fricke als Prüferin für die zweite juristische Staatsprüfung, die Rechtspflegerprüfung und die Eignungsprüfung für die Zulassung zur Rechtsanwaltschaft tätig.
Das Präsidium des Bundesverwaltungsgerichts wies Fricke zunächst dem für das Ausländerrecht zuständigen 1. Revisionssenat und dem im Wesentlichen für das Asylrecht zuständigen 10. Revisionssenat zu. Am 30. November 2021 trat Fricke in die Freistellungsphase ihrer Altersteilzeit ein.

## Publikation
- Neuere Rechtsprechung des Bundesverwaltungsgerichts zum Ausländerrecht, Zeitschrift für Ausländerrecht und Ausländerpolitik, Vol. 30, No. 8, S. 253–259, 2010. OCLC 775895699